# Acyrthosiphon loti
Acyrthosiphon loti är en insektsart som först beskrevs av Theobald 1913.  Acyrthosiphon loti ingår i släktet Acyrthosiphon och familjen långrörsbladlöss. Arten är reproducerande i Sverige. Inga underarter finns listade i Catalogue of Life.